# Pou de les Sinyoles
El Pou de les Sinyoles és una obra de la Sénia (Montsià) inclosa a l'Inventari del Patrimoni Arquitectònic de Catalunya.

## Descripció
Pou a camp obert, dintre la partida dita de "les Senyoles". Es poden diferenciar dos nivells, el primer dels quals està sota terra de secció cilíndrica i parets revestida amb pedres més o menys regulars i encaixades sense morter. El segon sobre el nivell del terra té forma de petit túmul, més o menys semicircular, obert a l'exterior per un costat i cobert amb volta de mig punt encofrada i feta a base de lloses col·locades radialment com si fossin dovelles. Tant aquestes lloses com la resta de pedres del nivell superior estan ja relligades amb morter, fet de glera i calç. Al davant del pou un abeurador per a bestiar.

## Història
Pel seu caràcter d'arquitectura popular no es pot saber quan fou construït. Aquest i el pou del Torril són utilitzats per abeurar el bestiar.